# Australian Systematic Botany
Australian Systematic Botany — австралійський рецензований ботанічний науковий журнал для публікації результатів наукових досліджень в області систематики рослин.

## Історія
У 1951—1987 роках виходив по назвою Brunonia. З 1988 року виходить під сучасною назвою. На початку 2010 року був опублікований 23-й том. Публікується видавництвом CSIRO Publishing в кооперації з товариством Australian Systematic Botany Society. Коефіцієнт впливовості (Імпакт-фактор) дорівнює 1.351.
У журналі публікуються результати наукових досліджень в різних галузях систематичної ботаніки, включаючи таксономію і біорізноманіття рослин, біогеографію і еволюцію рослин, водоростей, грибів і інших близьких груп.
Головний редактор Dr Mike Bayly, University of Melbourne, Australia.

## ISSN
- ISSN 1030-1887 (print)
- eISSN 1446-4701

### Ресурси Інтернету
- Офіційний сайт [Архівовано 5 квітня 2007 у Wayback Machine.]